# 옥시타니아

옥시타니아

옥시타니아의 국기

옥시타니아(오크어: Occitània)는 오크어가 쓰이는 지역을 의미한다.
옥시타니아, 오크어라는 이름은 최초에 단테가 현재의 프랑스 지역의 언어 혹은 방언들을 크게 오일어군과 오크어군으로 나눈 것에서 유래했다.

## 지리
옥시타니아는 일반적으로 루아르강 남쪽의 프랑스로 정의되며, 프로방스, 드롬비바레, 오베르뉴, 리무쟁, 기옌, 가스코뉴와 랑그도크 및 이탈리아의 발레다오스타주, 에스파냐의 아란 계곡이 이에 해당한다. 이 중 발레다오스타와 아란 계곡에서는 오크어가 공용어로 인정받고 있다.
1. 프랑스 내 레지옹: 아퀴타니오, 오베르냐, 상트르, 레무진, 렝가도크루셀룐, 미에쥬른피레네우스, 페이토카란타, 프루벤소옵스코스티에라다주르, 로제옵스.
2. 스페인 내: 아란 계곡, 례이다
3. 이탈리아 내: 피에몬테의 프로빈체 투린과 코니. 칼라브리아의 라가르디아, 리구리아주
4. 모네궤

## 문화
옥시타니아에는 총 1,300만 명이 거주하고 있으며, 1999년 통계에 따르면 그 중 61만 명이 오크어를 모어로 사용하며 백만 명 정도가 오크어를 어느 정도 하는 것으로 드러났다. 오크어를 모어로 사용하는 인구는 보통 나이든 층에 집중되어 있다. 오크어학회는 1945년부터 오크어의 표준화와 보급을 위해 노력하고 있으며, 대중문화 속에 오크어의 사용이 점차 증가하는 추세이다.
옥시타니아의 자치를 위한 정치적인 움직임은 20세기 초반부터 존재해 왔으며, 제2차 세계 대전 이후 정당 파르티트 옥시탄이 설립되었으나 현재까지 자치운동은 미약한 수준에 머물러 있다.

## 같이 보기
- 아르피타니아
- 옥시타니아 축구 국가대표팀
- 남프랑스